# 中田有紀 (アナウンサー)
中田 有紀（なかだ あき、1973年5月8日 - ）は、日本のフリーアナウンサー、タレント。セント・フォース所属。元RAB青森放送アナウンサー。

## 来歴
東京都中野区出身。都立西高校、日本大学芸術学部放送学科 卒業。
職務経歴
1997年4月に青森放送入社。テレビ番組の『出会いふれあい生テレビ』『伊奈かっぺい弘前物語』『東奥日報ニュース』『RABニュースレーダー』などに出演。ラジオ番組の『おはようワイドあおもり』『ナイスミドル!?天下無敵のサラリーマン』『プラネット・J』『クリック中田の野望』などにも出演。
2001年7月、青森放送を退職し、フリーアナウンサーとなり、セント・フォースに所属。
2001年10月より、『NNN24』（現・日テレNEWS24）のキャスターを担当　（ - 2002年3月）。
2002年4月より、『ニュース朝いち430』（→『Oha!4 NEWS LIVE』）のサブキャスターを担当。
2006年10月より、テレビ朝日『ザ・クイズマンショー』の進行アシスタントを担当 （ - 2008年3月）。
2007年1月-3月、NHK教育『3か月トピック英会話 』の「ジュークボックス英会話 歌詞から学ぶ感情表現」のコーナーを担当。
2007年12月より、BSイレブン『ROVIN』に出演 （ - 2008年3月）。
2009年4月より、TBS『クイズ!時の扉』の進行補佐役を担当 （ - 同年9月）。
2011年5月より、NHK総合『サラリーマンNEO』Season6に出演 （ - 同年9月）。
2011年ころ（あるいは2013年ころ）から、『Oha!4 NEWS LIVE』のメインキャスターを担当（ - 2015年3月 ※）。（※　2015年1月前後にひどく喉を痛めた→#逸話）
2013年10月より、日本テレビ『映画天国』新作紹介コーナーのナビゲーター役を担当（ - 2016年1月）。
（2015年12月、『Oha!4 NEWS LIVE』への出演を終了。）
2017年4月より、BSフジ『水前寺清子情報館』の進行役を担当（ - 2018年9月）。
2018年10月より、BSフジ『人生は三百六十五歩のマーチ』に出演（ -  2020年9月）
上述以外にも単発番組の担当、ゲスト出演など多数。→#出演番組

## プロフィール
- 趣味: バイク（オートバイ）、乗馬、旅行、映画鑑賞[2][3]。
- 特技：耳掃除[2]。（耳かきマニアであるという。市販の耳かきやピンセットを加工し、耳垢を取り、取った耳垢を保存しているとのことだった（2011年当時[4]））。
- 免許・資格 : 剣道弐段、珠算二段、暗算三段、おさかなマイスターアドバイザー、二級愛玩動物飼養管理士[5]。普通自動二輪車免許、普通自動車免許[1]。
- 小・中学校でバレーボール、高校で剣道（現在二段）、大学で硬式テニスに打ち込んだ。
- 小学生時代に放送委員会に属し、この時にアナウンサーという仕事に目覚めた[1]
- 兄と弟がいる。
- ペット : 「らぶ」というウサギや「キラリ」という猫など小動物を飼っている[6]。以前は「ふゆ」というシロウサギを飼っていた（2005年6月頃に病死）[7]。
- 婚姻・出産 : 2015年11月13日、『Oha!4 NEWS LIVE』の番組内で、同年夏に結婚し、その時、妊娠中であることを報告した[8]。あわせて、番組を年内いっぱいで卒業することも明らかにした[8]。結婚相手はロックバンド「ASIAN KUNG-FU GENERATION」の山田貴洋（ベース担当）[9]。2016年4月28日、第1子女児の誕生を報告した[10]。

## 逸話
- 出生時の体重は4,000グラムを超える巨大児だった[11]。
- 指や首、股関節などの骨をポキポキ鳴らす癖がある[12]。
- 2010年3月26日、本人いわく体調不良により、報道フロアからのニュース読みの時に言葉が出なくなり、CMへと流れその後の各コーナーの出演も見合わせ、後半のニュース読みとエンディングにのみ出演、ということがあった[13]。
- 東京マラソン2010に個人的にエントリーして出場し、4時間49分22秒で完走。本人によると、フルマラソンはおろか20km以上は走ったことがなかったという。また、この時は当時アースマラソンにチャレンジしていた最中の間寛平からもらったメッセージ入りのお守りをポケットに入れて走っていた[14]。また、2011年も個人的にエントリーし抽選で参加権を得て出場、5時間29分45秒で完走した[15]。

## 出演番組

### 過去の出演番組

#### テレビ
青森放送時代
- RABニュースレーダー
- 出会いふれあい生テレビ
- 伊奈かっぺい弘前物語
- 東奥日報ニュース

セント・フォース所属以後
- NNN24（現：日テレNEWS24）（2001年10月 - 2002年3月） - キャスター
- ニュース朝いち430（2002年4月 - 2006年3月、日テレNEWS24・日本テレビ） - サブキャスター
- 考えるヒト → 考えるヒトコマ（2004年10月 - 2005年9月、フジテレビ）
- サラリーマンNEO（2005年8月・2006年4月 - 9月・2007年4月 - 9月・2008年4月 - 9月・2009年4月 - 9月・2010年4月 - 9月、NHK総合・NHK BS2）
- あいのうた（2005年10月 - 12月、日本テレビ） - 片岡かおり 役 ※ドラマデビュー。ただしセリフはなく、写真での出演のみ。
- Oha!4 NEWS LIVE（2006年4月 - 2015年12月、日テレNEWS24・日本テレビ） - メイン&ニュースキャスター[16]
- ザ・クイズマンショー（2006年10月 - 2008年3月、テレビ朝日） ※当初は「アキ ナカダ」という表記であった
- 3か月トピック英会話「ジュークボックス英会話 歌詞から学ぶ感情表現」（2007年1月 - 3月、NHK教育）
- ROVIN（2007年12月 - 2008年3月、BSイレブン）
- au EZチャンネルプラス「日テレNEWS24」（2008年11月）
- クイズ!時の扉（2009年4月 - 9月、TBS）
- サラリーマンNEO ウィンタースペシャル2009（2009年12月27日、NHK総合）
- サラリーマンNEO Season6（2011年5月 - 2011年9月、NHK総合）
- サラリーマンNEO GOLD（2012年6月30日）
- アシタスイッチ（2012年4月8日 - 9月30日、中部日本放送制作・TBS系列） - 田辺誠一と共にMC　※番組自体は2012年10月7日以降もMCを変更し、2013年3月31日まで継続。
- こころのレシピ、あります[17]（ - 2015年3月29日、BS-TBS）
- 映画天国（2013年10月8日 - 2016年1月、日本テレビ） - 新作紹介コーナー「銀幕アキさま」→「銀幕アキさま2」ナビゲーター[18]
- 一滴の向こう側（2013年5月11日 - 2018年9月29日、BSフジ） - ナビゲーター
- ゴゴスマ -GO GO!Smile!-（2017年1月16日 - 9月、CBCテレビ制作・TBS系列）[19] - アシスタント〈月曜日+α担当〉
- 水前寺清子情報館（2017年4月29日 - 2018年9月29日、BSフジ）
- 人生は三百六十五歩のマーチ（2018年10月13日 - 2020年9月26日、BSフジ）

ゲスト出演・その他
- 音楽戦士 MUSIC FIGHTER（日本テレビ）
- 香取慎吾の特上!天声慎吾（2008年3月16日 - 30日、日本テレビ）
- 土曜スタジオパーク（2008年5月24日、NHK総合）
- クイズ紅白歌合戦（2008年12月16日、NHK）
- およよん NEWS&TALK（2009年8月8日、日本テレビ・日テレNEWS24）
- ホンマでっか!?TV（2009年11月2日、フジテレビ）
- 疑問解決バラエティー 教えて!マイスター（2010年5月15日、テレビ東京）
- 夢の扉 〜NEXT DOOR〜（2010年5月16日、TBS） - ドリームナビゲーター
- 芸能人のプライベート徹底調査SP! 芸均点（2010年9月26日、関西テレビ） - 進行
- NNNニュースSUPER（「ズームイン!!SUPER」内、2010年10月1日、日本テレビ） - 日本テレビ労組ストライキのため、報道局記者に代わり出演。
- スッキリ!! 第2部（2010年10月1日、日本テレビ） - 日本テレビ労組ストライキのため、報道局記者に代わりニュースコーナーに出演。
- 金曜ナイトドラマ・秘密（2010年10月29日、テレビ朝日）
- 脱出ゲームDERO! 3チーム対抗バトルロイヤル2時間SP（2010年12月22日、日本テレビ）
- 土曜スペシャル（テレビ東京）
- ネプリーグ（フジテレビ）
- QUEEN'S PAD クィーンズパッド（2012年1月23日、BS11）
- 旅RUNガール（2012年4月8日・15日、テレビ東京）
- 旅RUNガール2（2013年7月13日、テレビ東京）
- 2泊3日沖縄美らり旅〜女子アナだって癒されたい〜（2012年12月16日、BS日テレ）
- ガリレオ 第2シーズン 第四章「曲球る」（2013年5月6日、フジテレビ） - 柳沢妙子 役
- 連続テレビ小説「あまちゃん」（2013年7月23日・8月3日、NHK）- テレビ司会者 役[20]
- 金曜ナイトドラマ・警部補 矢部謙三2 第7話・最終話（2013年8月23日・30日、テレビ朝日） - 中田オネミ 役
- HERO 第2シリーズ 第1話（2014年7月14日、フジテレビ） - 新堂（ニュースキャスター） 役

#### ラジオ
青森放送在籍時
- 東奥日報ニュース
- おはようワイドあおもり
- ナイスミドル!?天下無敵のサラリーマン
- クリック中田の野望（プラネット・Jの前身番組）
- プラネット・J

セント・フォース所属以後
- Jam the WORLD（2005年10月 - 2007年3月、J-WAVE） - 金曜ナビゲーター
- TOSHIBA Presents GREEN EARTH RADIO with NATIONAL GEOGRAPHIC MAGAZINE（2011年4月 - 2015年9月、TOKYO FM）

## 舞台
- LOVE LETTERS 18th Season（2007年7月31日、PARCO劇場） - 朗読劇
- Cent Force Presents 「SEASONS」（2008年9月5日-7日、青山円形劇場） - セント・フォース所属の女性キャスターによる朗読劇

## 映画
- サラリーマンNEO 劇場版（笑）（2011年11月3日、配給：ショウゲート） - 中山ネオミ役

## 書籍
- アキイロ（2007年2月、ワニブックス、撮影：唐木貴央）ISBN 978-4847029929
- AKI-BEYAのキラリ（2009年2月24日、小学館）ISBN 978-4093637220
- アキイロ2（2011年11月28日、ワニブックス、撮影：根本好伸）ISBN 978-4847044120
- アキイロ3（2013年11月11日、ワニブックス、撮影：根本好伸）ISBN 978-4847045912

## DVD
- 中田有紀 LUNA〜情熱のフラメンコ〜（2009年、ポニーキャニオン）